# Parco La Spezia
Il parco La Spezia è un'area verde del Municipio 6 di Milano, subito a nord della stazione Famagosta della metropolitana.
È delimitato dalle vie Moncucco (a ovest) e La Spezia (a est); quest'ultima è la via in cui termina l'autostrada da Genova. A nord giunge in prossimità della circonvallazione esterna.

## Storia
Il parco nasce nel 1975 in un'area di proprietà comunale rimasta libera, per i vincoli ambientali legati alla presenza della Cascina Moncucco, dopo le edificazioni del quartiere Famagosta negli anni sessanta.
Nel 1979, in occasione dell'anno internazionale del bambino, viene allestito nel parco un centro per il tempo libero, una struttura idonea a consentire attività aggregative e sportive al coperto in ogni stagione, che sopravviverà alla contingenza e si trasformerà nel centro aggregativo multifunzionale, oggi articolato per zone e presente in tutta la città con finalità che non riguardano più soltanto l'infanzia.
Attualmente, i centri di aggregazione multifunzionale (CAM) sono finalizzati all'aggregazione, alla partecipazione sociale e allo svolgimento di attività ricreative, culturali, formative e sportive accessibili a tutte le fasce di età e offrono ai cittadini la possibilità di vivere con maggior fiducia il proprio territorio, organizzando iniziative che stimolino a uscire dalla propria abitazione e anche dalla propria solitudine personale e, in quest'ottica, i parchi sono al centro delle attività.
La Cascina Moncucco (cassina monchucco nella carta di Giovanni Battista Clarici del 1600), ha forma di corte e appare successivamente nel catasto teresiano, È caratterizzata dall'edificio padronale e dal mulino, azionato da una roggia derivata dal Lambro meridionale. Dopo anni di abbandono, nel 2001, il comune che ne è il proprietario bandì una gara per la concessione gratuita a fini sociali in cambio del restauro mai avvenuto. 
Solo una porzione laterale, all'altezza del civico 29 di via Moncucco, è stata assegnata, riqualificata e destinata ad attività di promozione sociale rivolte al quartiere ed alla cittadinanza, grazie al lavoro dell'associazione Colore e dei suoi volontari.
Recentemente l'area adiacente alla Cascina è stata connessa al parco, sono state rinnovate le aree gioco esistenti e si è realizzata la recinzione completa con orari di chiusura notturni. Un ulteriore progetto (non realizzato) riguarda l'espansione della superficje verde verso nord, con lo smantellamento del parcheggio che separa il giardino da largo Nuvolari.

## Flora e attrezzature

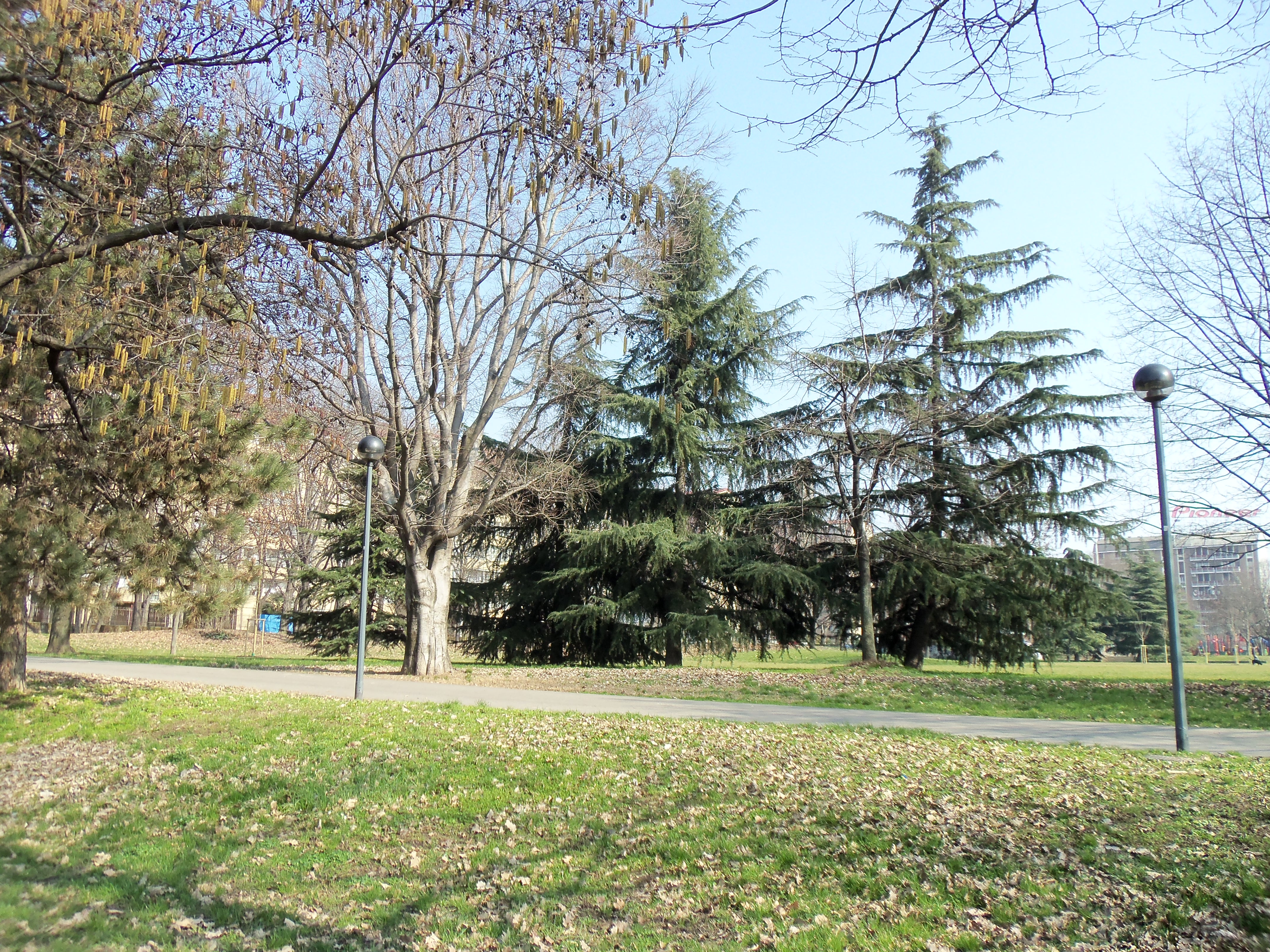
Un aspetto invernale del parco

Tra le numerose specie a dimora nel parco, ricordiamo: l'acero riccio, l'acero argentato, l'acero di monte, il bagolaro, il carpino bianco, l'ontano bianco e nero, la quercia rossa e la farnia, il platano comune, il pioppo cipressino, il pioppo bianco, di cui due esemplari particolarmente fronzuti ombreggiano i campi di basket, l'orniello, il tiglio selvatico, l'albero dei sigari o catalpa bignonioides, il cedro dell'Himalaya e l'abete, il liquidambar, la paulonia e, infine, l'albero dei tulipani e il ciliegio da fiore.
Tra le attrezzature vi sono due aree gioco per bambini di cui una particolarmente grande (3700 metri quadrati) con due lunghi scivoli a forma di brontosauro, due campi da basket e pallavolo, un campo da calcio e una superficie cintata riservata ai cani di duemilacinquecento metri quadrati.